# Ill Bethisad
Ill Bethisad is een alternatieve geschiedenis, die in 1996 werd geïnitieerd door de Nieuw-Zeelander Andrew Smith. In tegenstelling tot de meeste andere werken binnen het genre is Ill Bethisad niet het werk van één persoon, maar is het in de loop der jaren uitgegroeid tot een doorlopend groepsproject met ongeveer zestig deelnemers. Kunsttalen spelen een centrale rol binnen Ill Bethisad en gezegd kan worden dat Ill Bethisad aan de wieg staat van het genre der alternatieve talen; voorbeelden hiervan zijn het Brithenig, het Wenedyk en het Nasika. De naam van het project is in het Brithenig een leenvertaling van het Welshe woord bydysawd "universum" op basis van het Latijnse woord baptizatum.
In tegenstelling tot de meeste andere alternatieve geschiedenissen is niet één centraal divergentiepunt (het moment waarop de geschiedenis begint af te buigen en aldus als basis dient voor het vervolg), doch is er sprake van meerdere kleine. Belangrijke sleutelmomenten, waarop de geschiedenis afwijkt van de onze, zijn: 
- evenals op het continent wordt ook op de Britse Eilanden het vulgair Latijn de volkstaal; deze ontwikkelt zich tot een Romaanse taal, het Brithenig;
- Napoleon valt Rusland niet binnen en wordt ook niet verslagen bij Waterloo;
- de Poolse delingen worden door ingrijpen van Napoleon gestopt, waardoor de Pools-Litouwse Rzeczpospolita nog steeds bestaat als de Republiek van de Twee Kronen;
- in Rusland leggen de Bolsjewieken het af tegen de Witten, hetgeen resulteert in een dictatoriale regering op religieus-nationalistische grondslag;
- de Louisiana Purchase vindt niet plaats, zodat Louisiana altijd een onafhankelijke staat is gebleven.

Naast kunsttalen bestaat Ill Bethisad uit tijdlijnen, geschreven geschiedenissen, nieuwsberichten, vlaggen, kaarten en korte filmpjes, alsmede beschrijvingen van godsdiensten en technologieën. Kenmerkend is een voorliefde voor technologieën die in onze wereld mislukt of in onbruik geraakt zijn, zoals zeppelins en ekranoplans; ruimtevaart en computers zijn er wel aanwezig, maar staan nog in de kinderschoenen. In die zin kan Ill Bethisad worden gerekend tot het genre der steampunk. Verder heeft Ill Bethisad ook onmiskenbaar satirische elementen.